# Addo Kazianka
Addo Kazianka (Desio, Lombardía, 16 de febrero de 1936) es un ciclista italiano, que fue profesional entre 1956 y 1961.
En su palmarés destaca una victoria de etapa en el Giro de Italia de 1960.

## Palmarés
1951
- 1º en la Coppa San Geo

1959
- Vencedor de una etapa de la Volta a Cataluña

1960
- 1º en el Giro de los Alpes Apuanos
- Vencedor de una etapa en el Giro de Italia

### Resultados en el Giro de Italia
- 1959. 44.º de la clasificación general
- 1960. 27º de la clasificación general. Vencedor de una etapa
- 1961. Abandona